# Präsident der Europäischen Zentralbank
Der Präsident der Europäischen Zentralbank ist der Leiter der Europäischen Zentralbank (EZB). Diese Institution ist verantwortlich für den Euro und die Geldpolitik in der Eurozone der Europäischen Union.
Der Präsident ist Vorsitzender des EZB-Direktoriums, welches die Geschäfte der EZB führt und sich um die Durchführung der Beschlüsse des EZB-Rates kümmert.  Außerdem repräsentiert er die Bank im Ausland, zum Beispiel beim G-20-Gipfel. Der Präsident wird vom Europäischen Rat gewählt. Die reguläre Amtszeit beträgt acht Jahre, eine Wiederwahl ist ausgeschlossen.

## Kontroverse um die Erstbesetzung
Die Wahl des ersten EZB-Präsidenten war hart umkämpft. Während Deutschland Duisenberg unterstützte sprach sich die französische Regierung für Trichet aus. Jacques Chirac argumentierte, dass die Besetzung der EZB-Spitze Frankreich im Gegenzug für die Ansiedelung der EZB in Frankfurt zugesagt worden sei. Helmut Kohl widersprach dieser Darstellung. Die Blockade wurde dadurch gelöst, dass Duisenberg zuerst einen französischen Vizepräsidenten erhielt und zusagte seine Amtszeit nur zum Teil zu absolvieren. Ihm sollte dann Trichet nachfolgen. Obwohl Duisenberg nach seiner Wahl an eine solche Zusage nicht mehr gebunden war und dies auch stets kommunizierte sowie einen Rücktritt ablehnte, trat er dennoch aus Altersgründen gegen Mitte seiner Amtszeit zurück.

## Organisationsstruktur

### Präsidenten
In der Geschichte der EZB gab es bisher vier EZB-Präsidenten.

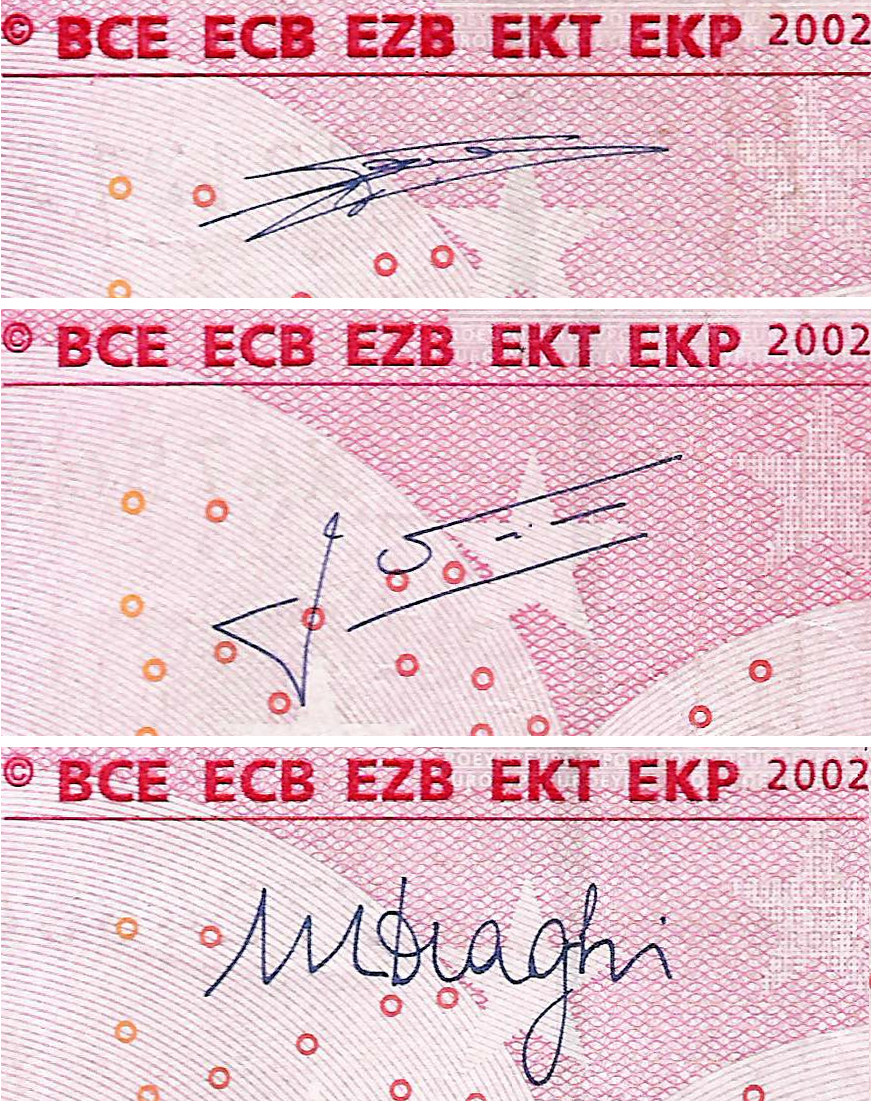
Signaturen von Duisenberg, Trichet und Draghi auf einem 10-Euro-Schein der ersten Serie

|   | Präsident (Lebensdaten) | Präsident (Lebensdaten)      | EU-Land     | Beginn der Amtszeit | Ende der Amtszeit                             | Signatur |
| - | --- | ---------------------------- | ----------- | ------------------- | --------------------------------------------- | -------- |
| 1 | | Wim Duisenberg (1935–2005)   | Niederlande | 1. Juni 1998        | 31. Oktober 2003                              |          |
| 1 | Zuvor niederländischer Finanzminister, Präsident der De Nederlandsche Bank und Präsident des Europäischen Währungsinstituts.                                                                                    | Wim Duisenberg (1935–2005)   |             |                     |                                               |          |
| 2 | | Jean-Claude Trichet (1942– ) | Frankreich  | 1. November 2003    | 31. Oktober 2011                              |          |
| 2 | Zuvor Mitglied der Group of Thirty und Präsident der Banque de France. | Jean-Claude Trichet (1942– ) |             |                     |                                               |          |
| 3 | | Mario Draghi (1947– )        | Italien     | 1. November 2011    | 31. Oktober 2019                              |          |
| 3 | Zuvor Managing Director und Vizepräsident von Goldman Sachs, Exekutivdirektor der Weltbank, Vorsitzender der Financial Stability Board und Gouverneur der Italienischen Notenbank.                              | Mario Draghi (1947– )        |             |                     |                                               |          |
| 4 | | Christine Lagarde (1956– )   | Frankreich  | 1. November 2019    | amtierend Amtszeit endet am: 31. Oktober 2027 |          |
| 4 | Zuvor Ministerin für Außenhandel der Regierung de Villepin, Ministerin für Landwirtschaft und Fischerei im Kabinett Fillon I, Ministerin für Wirtschaft und Finanzen im Kabinett Fillon II, Direktorin des IWF. | Christine Lagarde (1956– )   |             |                     |                                               |          |

### Vizepräsidenten
Christian Noyer wurde nur für vier Jahre ernannt, so dass sein Rücktritt mit dem erwarteten Rücktritt von Duisenberg zusammenfällt. Seine Nachfolger, beginnend mit Loukas Papadimos, erhalten eine Laufzeit von acht Jahren.
|   | Vizepräsident (Lebensdaten)                                                                                              | Vizepräsident (Lebensdaten) | EU-Land      | Beginn der Amtszeit | Ende der Amtszeit                         |
| - | --- | --------------------------- | ------------ | ------------------- | ----------------------------------------- |
| 1 | | Christian Noyer (1950–)     | Frankreich   | 1. Juni 1998        | 31. Mai 2002                              |
| 1 | Zuvor Beamter, Berater und Leiter der Schatzkammer im französischen Finanzministerium.                                   | Christian Noyer (1950–)     |              |                     |                                           |
| 2 | | Loukas Papadimos (1947–)    | Griechenland | 1. Juni 2002        | 31. Mai 2010                              |
| 2 | Zuvor Senior Economist bei der Federal Reserve Bank of Boston, Chefökonom und dann Gouverneur der Bank von Griechenland. | Loukas Papadimos (1947–)    |              |                     |                                           |
| 3 | | Vítor Constâncio (1943–)    | Portugal     | 1. Juni 2010        | 31. Mai 2018                              |
| 3 | Zuvor Generalsekretär der Sozialistischen Partei und Gouverneur der Banco de Portugal.                                   | Vítor Constâncio (1943–)    |              |                     |                                           |
| 4 | | Luis de Guindos (1960–)     | Spanien      | 1. Juni 2018        | amtierend Amtszeit endet am: 31. Mai 2026 |
| 4 | Zuvor Minister für Wirtschaft und Wettbewerbsfähigkeit der spanischen Regierung.                                         | Luis de Guindos (1960–)     |              |                     |                                           |

## Gehalt
Das Grundgehalt des Präsidenten beträgt knapp 216.000 Euro im Jahr 2025.